# Acanthogorgia schrammi
Acanthogorgia schrammi is een zachte koraalsoort uit de familie Acanthogorgiidae. De koraalsoort komt uit het geslacht Acanthogorgia. Acanthogorgia schrammi werd in 1864 voor het eerst wetenschappelijk beschreven door Duchassaing & Michelotti. 